# Anne Locke

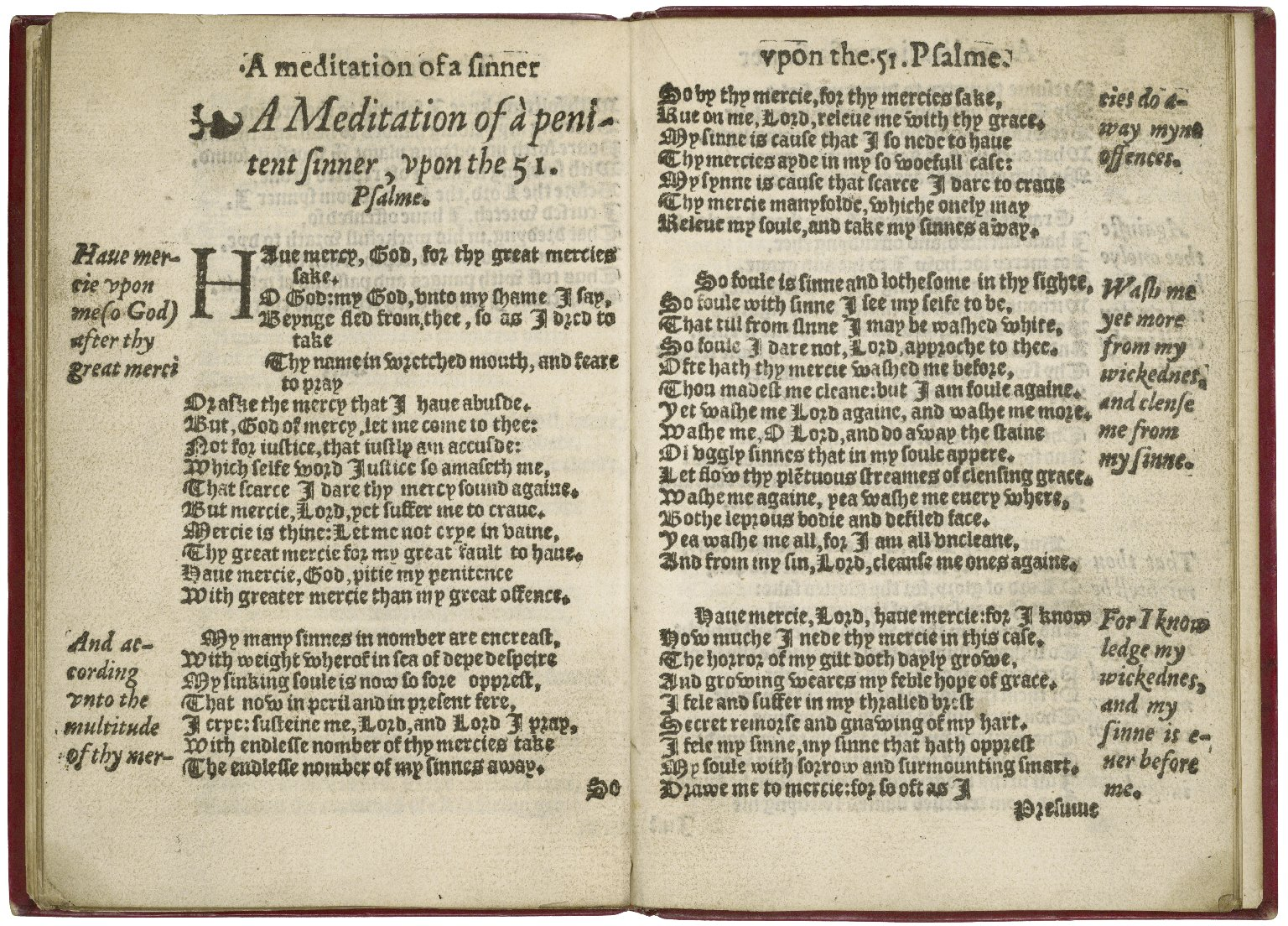
Mehrere Sonette aus Lockes A Meditation of a Penitent Sinner in einer Ausgabe von 1560, die allerdings ihre Autorenschaft verschweigt.

Anne Locke (auch Lock oder Lok, geborene Vaughan; weitere verheiratete Dering und Prowse) (* ca. 1533; † nach 1590 und vor 1607) war eine englische Dichterin, Übersetzerin und religiöse Persönlichkeit des Calvinismus. Sie war die erste englische Autorin, die 1560 eine Sonettfolge nach Petrarcas Vorbild veröffentlichte, A Meditation of a Penitent Sinner.

## Leben
Locke war eine Tochter von Stephen Vaughan, einem Kaufmann, königlichen Gesandten und prominenten frühen Unterstützer der protestantischen Reformation. Ihre Mutter war Margaret (oder Margery) Gwynnethe (oder Guinet), Schwester von John Gwynneth, Rektor von Luton (1537–1558) und von St. Peter, Westcheap in der City of London (1543–1556). Die Ehe von Stephen und Margaret folgte dem Tod ihres ersten Mannes, Edward Awparte, Mitglied der Worshipful Company of Girdlers (Gürtelmacher für Zingula), im Jahr 1532, von dem sie fünf Kinder hatte. Anne war das älteste überlebende Kind ihrer zweiten Ehe und hatte zwei Geschwister, Jane und Stephen. Vaughan verschaffte seiner Frau eine Stellung als Seidenweberin sowohl bei Anne Boleyn als auch bei Catherine Parr. Nach ihrem Tod im Jahr 1544 bemühte sich Annes Vater, einen Hauslehrer für die Kinder zu finden, und wählte einen Mr. Cob aus, der Latein, Griechisch und Französisch beherrschte und außerdem ein überzeugter Protestant war. Stephen Vaughan heiratete im April 1546 erneut, und zwar Margery Brinklow, die Witwe von Henry Brinklow, Kaufmann und Polemiker, einem langjährigen Bekannten der Familie Vaughan. Vaughan starb am 25. Dezember 1549 und hinterließ den größten Teil seines Besitzes seiner Witwe und seinem Sohn, wobei die Mieteinnahmen eines Hauses in Cheapside an seine Töchter gingen. John Gwynneth war sein Testamentsvollstrecker.
Um 1549 heiratete Anne Henry Locke (Lok), einen jüngeren Sohn des Kaufmanns Sir William Lok. 1550 starb Sir William und hinterließ Henry eine beträchtliche Erbschaft, die mehrere Häuser, Geschäfte, einen Bauernhof und Grundbesitz umfasste. Im Jahr 1553 lebte der bekannte schottische Reformator und Prediger John Knox eine Zeit lang im Haushalt von Lok. In dieser Zeit scheinen er und Locke eine enge Beziehung entwickelt zu haben, wovon ihre Korrespondenz in den folgenden Jahren zeugt. Nach der Thronbesteigung von Mary Tudor und dem damit einhergehenden Druck auf englische Nonkonformisten, der 1555 zur Hinrichtung von Hugh Latimer und Nicholas Ridley führte, ermutigte Knox Locke, London zu verlassen und sich der protestantischen Exilgemeinde in Genf anzuschließen. Knox scheint sowohl um ihre körperliche Sicherheit als auch um ihre geistliche Gesundheit besorgt gewesen zu sein, wenn sie in London blieb. Henry Lok scheint sich gegen die Idee, ins Exil zu gehen, gesträubt zu haben, da Knox argumentiert, Anne solle „call first for grace by Jesus to follow that whilk is acceptabill in his sight, and thairefter communicat“ mit ihrem Mann.
Im Jahr 1557 gelang es Locke, London zu verlassen. Es wird berichtet, dass sie am 8. Mai 1557 in Genf ankam, begleitet von ihrer Tochter, ihrem Sohn und ihrer Magd Katherine. Innerhalb von vier Tagen nach ihrer Ankunft starb ihre kleine Tochter. Es gibt keine zeitgenössischen Aufzeichnungen über diese Zeit, es wird jedoch angenommen, dass Locke ihre 18 Monate im Exil damit verbrachte, Johannes Calvins kurz vorher gehaltenen Deuteronomium-Predigten aus dem Französischen ins Englische zu übersetzen. Henry Locke blieb in London, während Anne in Genf war.
1559, nach der Thronbesteigung von Elisabeth I., kehrte Locke mit ihrem überlebenden Sohn, dem jungen Henry Locke, der als Dichter bekannt werden sollte, nach England und zu ihrem Mann zurück. Im folgenden Jahr wurde Lockes erstes Werk veröffentlicht. Es bestand aus einer Widmungsepistel an Katherine Willoughby, 12. Baroness Willoughby de Eresby, einer Übersetzung von Johannes Calvins Predigten über Jes 38  und einer Paraphrase von 21 Sonetten über Ps 51 , denen fünf einleitende Sonette vorangestellt waren. Der Band wurde von John Daye gedruckt und am 15. Januar 1560 in das Stationers’ Register eingetragen. Der Band scheint beliebt gewesen zu sein, denn er wurde 1569 und 1574 von John Day nachgedruckt, obwohl von diesen beiden Ausgaben keine Exemplare erhalten sind.
Knox und Anne korrespondierten weiterhin. Am 7. Februar 1559 schrieb Locke an Knox und bat um seinen Rat bezüglich der Sakramente, die durch die elisabethanische Ausgabe des Book of Common Prayer von 1559 geregelt worden waren, und der Angemessenheit der Teilnahme an Taufen. Er ermutigte sie nachdrücklich, Gottesdienste zu vermeiden, in denen Zeremonien den Gottesdienst dominieren könnten, betonte aber ihre persönliche geistliche Weisheit: „God grant yow his Holie Spirit rightlie to judge.“ Knox schickte Anne Berichte aus Schottland über seine Reformbemühungen und bat sie wiederholt, ihm zu helfen, Unterstützung unter Londoner Kaufleuten zu finden. Während dieser Zeit brachte Anne mindestens zwei Kinder zur Welt, Anne (getauft am 23. Oktober 1561) und Michael (getauft am 11. Oktober 1562). Henry Locke starb 1571 und hinterließ alle seine weltlichen Güter seiner Frau. Anne heiratete 1572 den jungen Prediger und begabten Griechischgelehrten Edward Dering, der 1576 starb. Ihr dritter Ehemann war Richard Prowse aus Exeter. 1590 veröffentlichte sie eine Übersetzung eines Werkes von Jean Taffin.

## Werke
Die Wissenschaftler sind sich mittlerweile einig, dass Anne Locke die erste Sonettfolge in englischer Sprache veröffentlichte, A Meditation of a Penitent Sinner. Sie umfasst 26 Sonette, die auf Ps 51 basieren. Zu ihren weiteren Werken gehört ein kurzes, vierzeiliges lateinisches Gedicht, das 1572 in einem Manuskript von Doctor Bartholo Sylvas Giardino cosmographico coltivato neben vielen anderen Widmungsgedichten erscheint. Das Manuskript wurde von Locke, ihrem zweiten Ehemann Edward Dering und den fünf Cooke-Schwestern, allesamt überzeugte Anhänger der protestantischen Sache, für die Übergabe an Robert Dudley, 1. Earl of Leicester, zusammengestellt. Lockes Stück spielt mit Sylvas Namen, um seine Prosa zu bezeugen, deren Erlebnis so reizvoll sei wie ein Spaziergang durch einen Wald (lat. silva).
Das letzte bekannte Werk von Locke ist eine Übersetzung von 1590 von Of the Markes of the Children of God, einem Traktat des belgischen Pfarrers Jean Taffin über die Geschichte des Protestantismus in Belgien und den anderen niederländischen Ländern. Wie ihre Übersetzung von Johannes Calvins Predigten von 1560 endet auch dieser Band mit einem Originalgedicht, wenn auch nur einem kurzen mit dem Titel The necessitie and benfite of affliction. Das Werk enthält auch einen Widmungsbrief an Anne Dudley, Countess of Warwick, die Lockes reformistische religiöse Einstellung teilte.
Zwei gedruckte zeitgenössische Verweise auf Lockes Gedichte und Übersetzungen zeugen von unterschiedlichen Reaktionen auf religiöses Material, das von einer Frau verfasst wurde. Im Jahr 1583 druckte John Field eine Ausgabe von Lockes Manuskript einer Predigt von John Knox mit dem Titel A Notable and Comfortable Exposition upon the Fourth of Matthew. In der Widmung des Bandes lobt Field Locke für ihre Bereitschaft, für die religiöse Reform das Exil zu ertragen, sowie für ihren Zugang zu den Werken prominenter Prediger wie Knox, die als Manuskript vorliegen. Der Drucker drängt sie, ihm Zugang zu mehr solchen Manuskripten zu gewähren. Im Gegensatz dazu lobt Richard Carew im Survey of Cornwall von 1602 ausdrücklich Lockes intellektuelle Fähigkeiten in Verbindung mit ihrer Bescheidenheit und behauptet, dass ihr tugendhaftes Verhalten neben ihrer schriftstellerischen Tätigkeit auch ihre religiöse Gelehrsamkeit zeige.

## A Meditation of a Penitent Sinner
Lockes Sonettfolge ist ihr bekanntestes Werk. Sie beginnt mit fünf einleitenden Sonetten, gedruckt unter der Überschrift The preface, expressing the passioned mind of the penitent sinner. Eine weitere Überschrift, A Meditation of a penitent sinner, upon the 51. Psalme, leitet die restlichen einundzwanzig Gedichte der Reihe ein. Die Meditations-Gedichte glossieren den neunzehnzeiligen Psalm Zeile für Zeile, mit ein paar Erweiterungen: Locke gibt der ersten und vierten Zeile des Psalms jeweils zwei Sonette; diese umfassen das erste, zweite, fünfte und sechste Gedicht der Sequenz. In der Ausgabe von 1560 erscheint jede Zeile des Psalms neben dem entsprechenden Gedicht. Diese Version des Psalms wurde wahrscheinlich von Locke übersetzt.

### Poetik
A Meditation of a Penitent Sinner ist ein Werk in einer langen Tradition der poetischen Meditation über die Psalmen. Ihre Sequenz ist eine „Bußpoesie“, wie sie auch von spätmittelalterlichen Dichtern verwendet wurde. Während sowohl Katholiken als auch Protestanten Gedichte zur Buße verfassten, fühlten sich die protestantischen Reformatoren besonders zu Ps 51 hingezogen, weil dessen Betonung des Glaubens gegenüber den Werken ihre reformistische Theologie unterstützte.
Locke wurde wahrscheinlich von Thomas Wyatts Übersetzungen der Bußpsalmen beeinflusst, die 1549 veröffentlicht wurden und für Locke vor ihrem Genfer Exil zugänglich waren. Wyatts Einfluss ist in dem Muster der glossierten Psalmzeilen offensichtlich. Sowohl Locke als auch Wyatt verfassten ein Sonett pro Psalmzeile, mit Ausnahme der Verse 1 und 4, die jeweils mit zwei Gedichten glossiert sind. Auch das Enjambement von Locke ist dem von Wyatt ähnlich.
Obwohl das Sonett keine etablierte Form der englischen Poesie war, als Locke ihre Sequenz komponierte, verwendet sie sowohl Merkmale des Sonetts, die während des 16. Jahrhunderts auf der Insel zirkulierten, als auch solche, die sie missachten. Es ist wahrscheinlich, dass Locke zusätzlich zu Wyatts Werk auch Zugang zu den Sonetten des Henry Howard, Earl of Surrey hatte, da sie Surreys Reimschema verwendet, das heute am besten als Shakespeare-Reimschema bekannt ist. Wyatts Psalmenübersetzungen könnten sie auch in Surreys Werk eingeführt haben, da sein Band ein vorangestelltes Sonett von Surrey enthält. Locke scheint sich an der Anordnung dieses speziellen Gedichts orientiert zu haben, das in der Petrarcaschen Form steht. Durch die konsequente Verwendung dieser Form hebt sich Locke von anderen frühen englischen Sonettschreibern ab, die sich im Allgemeinen an das traditionelle Schema hielten.

### Autorenfrage
Die Urheberschaft an der Sonett-Sequenz und den Übersetzungen von Calvins Predigten wurde Locke erstmals 1989 vom Kritiker Thomas Roche in Petrarch and the English Sonnet Sequences zugeschrieben. Roche ist damit auch der erste Gelehrte, der sie als Autorin der ersten englischen Sonett-Sequenz nennt.
Obwohl die Widmung des Bandes an die Herzogin von Suffolk nur mit „A.L.“ unterzeichnet ist, ist es wahrscheinlich, dass Lockes Identität für die Londoner Gemeinschaft der englischen Kirchenreformer erkennbar blieb, von denen viele, wie Locke, während der Herrschaft von Maria  I. im Exil in Genf lebten. Die Verwendung ihrer Initialen anstelle ihres vollen Namens ermöglichte es ihr einerseits nicht völlig anonym zu bleiben, andererseits aber auch nicht als unkeusch gebrandmarkt zu werden, wenn ihr Material einer breiteren Öffentlichkeit zugänglich war. Lockes Wahl des 51. Psalms für die Übersetzung und Glosse spricht ebenfalls für ihre Autorschaft an der Sequenz und hilft ihr, die Verurteilung einer weiblichen Autorin als unkeusch zu umgehen. Der Psalm legt fest, dass die Erfahrung der Vergebung Gottes das Sprechen des Lobes Gottes einschließt, indem er das Sprechen als eine Pflicht formuliert.
Diejenigen, die Locke die Urheberschaft der Sequenz streitig machen, neigen dazu, sie John Knox zuzuschreiben. Als Knox mit Locke kommunizierte, schrieb er jedoch in schottischem Englisch und hätte die Gedichte im gleichen Dialekt verfasst; die Sonette der Meditation zeigen keine grammatikalischen oder idiomatischen Anzeichen von schottischem Englisch.

### Ausgaben
- A Meditation of a Penitent Sinner: Anne Locke's Sonnet Sequence with Locke's Epistle. Hrsg.: Kel Morin-Parsons. North Waterloo Academic Press, Waterloo, ON 1997, ISBN 0-921075-19-7.
- The Collected Works of Anne Vaughan Lock. Hrsg.: Susan Felch. Arizona Center for Medieval and Renaissance Studies (ACMRS),  Arizona State University, Tempe, AZ 1999, ISBN 0-86698-227-2.
- A Meditation of a Penitent Sinner (Online Text). Luminarium, Renascence Editions, abgerufen am 9. Juni 2021.